# Бугя-де-Сус (Прахова)
Бугя-де-Сус (рум. Bughea de Sus) — село у повіті Прахова в Румунії. Входить до складу комуни Тейшань.
Село розташоване на відстані 85 км на північ від Бухареста, 29 км на північ від Плоєшті, 58 км на південний схід від Брашова.

## Населення
За даними перепису населення 2002 року у селі проживали 92 особи, усі — румуни. Усі жителі села рідною мовою назвали румунську.